# Arthrosaura
Genre
Arthrosaura est un genre de sauriens de la famille des Gymnophthalmidae.

## Répartition
Les neuf espèces de ce genre se rencontrent dans le Nord de l'Amérique du Sud.

## Description
Ce sont des reptiles diurnes, et ovipares assez petits, aux pattes petites voire atrophiées.

## Liste des espèces
Selon The Reptile Database (9 janvier 2016) :
- Arthrosaura guianensis MacCulloch & Lathrop, 2001
- Arthrosaura hoogmoedi Kok, 2008
- Arthrosaura kockii (Lidth De Jeude, 1904)
- Arthrosaura montigena Myers & Donnelly, 2008
- Arthrosaura reticulata (O’Shaughnessy, 1881)
- Arthrosaura synaptolepis Donnelly, McDiarmid & Myers, 1992
- Arthrosaura testigensis Gorzula & Senaris, 1999
- Arthrosaura tyleri (Burt & Burt, 1931)
- Arthrosaura versteegii Lidth De Jeude, 1904

## Publication originale
- Boulenger, 1885 : Catalogue of the lizards in the British Museum (Natural History) II. Iguanidae, Xenosauridae, Zonuridae, Anguidae, Anniellidae, Helodermatidae, Varanidae, Xantusiidae, Teiidae, Amphisbaenidae, Second edition, London, vol. 2, p. 1-497 (texte intégral).